# Dreiband-Europameisterschaft für Nationalmannschaften 2008

Logo CEB (ausrichtender Verband)

Die Dreiband-Europameisterschaft für Nationalmannschaften 2008 war die 7. Auflage dieses Turniers, dass in der Billardvariante Dreiband ausgetragen wurde. Sie fand vom 25. bis zum 28. September 2008 in Challans statt.

## Spielmodus
Es nahmen 20 Mannschaften an dieser EM teil. Es gab zwei Gruppenphasen mit vier Gruppen à drei Mannschaften. In der ersten Gruppenphase qualifizierten sich die Gruppensieger für die 2. Gruppenphase. Hier zogen die Gruppensieger- und Gruppenzweiten in die KO-Phase ein und spielten den Sieger aus. Die Partiedistanz betrug bis zue KO-Phase zwei Gewinnsätze à 15 Punkte. Danach drei Gewinnsätze à 15 Punkte.
Bei Punktegleichstand wird wie folgt gewertet:
1. Matchpunkte (MP)
2. Partiepunkte (PP)
3. Mannschafts-Generaldurchschnitt (MGD)

## Turnierkommentar
Zum ersten Mal gewann Spanien die europäische Team-EM vor Belgien A und Österreich und der Türkei, die beide Dritter wurden.

## Teilnehmende Nationen
| Nation        | Spieler 1               | Spieler 2            |
| ------------- | ----------------------- | -------------------- |
| Dänemark A    | Thomas Andersen         | Michael Lohse        |
| Griechenland  | Kostas Papakonstantinou | Filipos Kasidokostas |
| Türkei        | Lütfi Çenet             | Iamail Yasin         |
| Belgien       | Eddy Merckx             | Roland Forthomme     |
| Spanien       | Rubén Legazpi           | Javier Palazón       |
| Österreich    | Andreas Efler           | Andreas Kronlachner  |
| Portugal      | Rui Manuel Costa        | Paulo Andrade        |
| Deutschland A | Martin Horn             | Christian Rudolph    |
| Frankreich A  | Jérémy Bury             | Jean-Christophe Roux |
| Schweiz       | René Hendriksen         | Cetin Behzat         |
| Schweden      | Nalle Olsson            | Mats Noren           |
| Luxemburg     | Ramon Hamm              | Brice Briére         |
| Montenegro    | Igor Latkovic           | Danilo Brajovic      |
| Niederlande   | Raimond Burgman         | Jean van Erp         |
| Tschechien    | Stefan Kohout           | Radek Novak          |
| Dänemark B    | Dion Nelin              | Claus Olsen          |
| Belgien B     | Jozef Philipoom         | Kurt Ceulemans       |
| Deutschland B | Jens Eggers             | Thorsten Frings      |
| Frankreich B  | Francis Connesson       | Jérôme Barbeillon    |
| Frankreich C  | Jean Reverchon          | Fabrice Puigvert     |

## Finalrunde

### 1. Gruppenphase
| Platz | Nation       | MP  | PP  | SP  | Pkte | Aufn | MGD   | BMD   | BED   | HS |
| ----- | ------------ | --- | --- | --- | ---- | ---- | ----- | ----- | ----- | -- |
| 1     | Dänemark B   | 3:1 | 3:1 | 6:2 | 110  | 99   | 1,111 | 1,250 | 1,578 | 6  |
| 2     | Frankreich A | 3:1 | 3:1 | 6:3 | 124  | 126  | 0,984 | 1,375 | 1,363 | 6  |
| 3     | Tschechien   | 0:4 | 0:4 | 1:8 | 94   | 142  | 0,661 | -     | -     | 6  |

| Platz | Nation        | MP  | PP  | SP  | Pkte | Aufn | MGD   | BMD   | BED   | HS |
| ----- | ------------- | --- | --- | --- | ---- | ---- | ----- | ----- | ----- | -- |
| 1     | Niederlande   | 4:0 | 4:0 | 8:1 | 123  | 95   | 1,294 | 1,666 | 2,000 | 10 |
| 2     | Frankreich B  | 2:2 | 2:2 | 4:6 | 109  | 106  | 1,028 | 1,164 | 1,233 | 6  |
| 3     | Deutschland B | 0:4 | 0:4 | 3:8 | 111  | 119  | 0,932 | -     | -     | 6  |

| Platz | Nation     | MP  | PP  | SP  | Pkte | Aufn | MGD   | BMD   | BED   | HS |
| ----- | ---------- | --- | --- | --- | ---- | ---- | ----- | ----- | ----- | -- |
| 1     | Belgien B  | 4:0 | 4:0 | 8:0 | 120  | 95   | 1,263 | 1,395 | 1,428 | 7  |
| 2     | Schweiz    | 2:2 | 2:2 | 4:4 | 82   | 131  | 0,625 | 0,666 | 0,731 | 7  |
| 3     | Montenegro | 0:4 | 0:4 | 0:8 | 61   | 138  | 0,422 | -     | -     | 4  |

| Platz | Nation       | MP  | PP  | SP  | Pkte | Aufn | MGD   | BMD   | BED   | HS |
| ----- | ------------ | --- | --- | --- | ---- | ---- | ----- | ----- | ----- | -- |
| 1     | Frankreich C | 3:1 | 3:1 | 7:2 | 126  | 143  | 0,881 | 0,929 | 1,578 | 6  |
| 2     | Schweden     | 3:1 | 3:1 | 6:3 | 110  | 115  | 0,956 | 1,363 | 1,578 | 8  |
| 3     | Luxemburg    | 0:4 | 0:4 | 0:8 | 60   | 112  | 0,535 | -     | -     | 4  |

### 2. Gruppenphase
| Platz | Nation     | MP  | PP  | SP  | Pkte | Aufn | MGD   | BMD   | BED   | HS |
| ----- | ---------- | --- | --- | --- | ---- | ---- | ----- | ----- | ----- | -- |
| 1     | Dänemark A | 2:2 | 2:2 | 5:5 | 132  | 99   | 1,333 | 1,357 | 1,428 | 7  |
| 2     | Belgien B  | 2:2 | 2:2 | 6:6 | 160  | 128  | 1,250 | 1,345 | 1,692 | 7  |
| 3     | Portugal   | 2:2 | 2:2 | 5:5 | 126  | 115  | 1,095 | 1,162 | 1,304 | 6  |

| Platz | Nation        | MP  | PP  | SP  | Pkte | Aufn | MGD   | BMD   | BED   | HS |
| ----- | ------------- | --- | --- | --- | ---- | ---- | ----- | ----- | ----- | -- |
| 1     | Niederlande   | 4:0 | 4:0 | 8:1 | 132  | 80   | 1,650 | 1,714 | 1,875 | 8  |
| 2     | Deutschland A | 1:3 | 1:3 | 3:6 | 86   | 78   | 1,102 | 1,142 | 1,363 | 6  |
| 3     | Griechenland  | 1:3 | 1:3 | 2:6 | 97   | 68   | 1,426 | 1,400 | 2,142 | 7  |

| Platz | Nation       | MP  | PP  | SP  | Pkte | Aufn | MGD   | BMD   | BED   | HS |
| ----- | ------------ | --- | --- | --- | ---- | ---- | ----- | ----- | ----- | -- |
| 1     | Österreich   | 2:2 | 2:2 | 5:4 | 99   | 105  | 0,942 | 0,944 | 1,200 | 9  |
| 2     | Türkei       | 2:2 | 2:2 | 5:5 | 122  | 124  | 0,983 | 1,000 | 1,423 | 6  |
| 3     | Frankreich C | 2:2 | 2:2 | 5:6 | 128  | 125  | 1,024 | 1,075 | 1,590 | 7  |

| Platz | Nation     | MP  | PP  | SP  | Pkte | Aufn | MGD   | BMD   | BED   | HS |
| ----- | ---------- | --- | --- | --- | ---- | ---- | ----- | ----- | ----- | -- |
| 1     | Belgien A  | 3:1 | 3:1 | 7:4 | 134  | 102  | 1,313 | 1,588 | 1,666 | 7  |
| 2     | Spanien    | 2:2 | 2:2 | 5:4 | 112  | 79   | 1,417 | 1,621 | 1,666 | 7  |
| 3     | Dänemark B | 1:3 | 1:3 | 3:7 | 102  | 95   | 1,073 | 1,216 | 1,727 | 8  |

### KO-Runde
In der Finalrunde wird „Best of 5“ bis 15 Punkte gespielt.

|  | Viertelfinale Best of 5 | Viertelfinale Best of 5 |             |             | Halbfinale Best of 5 | Halbfinale Best of 5 |  |  | Finale Best of 5 | Finale Best of 5 |
|  |                         |                         |             |             |                      |                      |  |  |                  |                  |
|  | Niederlande             | 1/1/5/1,454             |             |             |                      |                      |  |  |                  |                  |
|  | Türkei                  | 1/1/5/1,532             |             |             |                      |                      |  |  |                  |                  |
|  | Türkei                  | 1/1/5/1,532             | Türkei      | 0/0/2/1,179 |                      |                      |  |  |                  |                  |
|  |                         |                         | Türkei      | 0/0/2/1,179 |                      |                      |  |  |                  |                  |
|  |                         | Spanien                 | 2/2/6/1,608 |             |                      |                      |  |  |                  |                  |
|  | Dänemark A              | Spanien                 | 2/2/6/1,608 | 0/0/2/1,071 |                      |                      |  |  |                  |                  |
|  | Dänemark A              |                         |             | 0/0/2/1,071 |                      |                      |  |  |                  |                  |
|  | Spanien                 | 2/2/6/1,430             |             |             |                      |                      |  |  |                  |                  |
|  |                         |                         | Spanien     | 2/1/4/1,196 |                      |                      |  |  |                  |                  |
|  |                         | Belgien A               | 0/0/1/0,983 |             |                      |                      |  |  |                  |                  |
|  | Österreich              | 1/1/4/1,039             |             |             |                      |                      |  |  |                  |                  |
|  | Deutschland A           | 1/1/3/1,184             |             |             |                      |                      |  |  |                  |                  |
|  | Deutschland A           | 1/1/3/1,184             | Österreich  | 0/0/4/1,325 |                      |                      |  |  |                  |                  |
|  |                         |                         | Österreich  | 0/0/4/1,325 |                      |                      |  |  |                  |                  |
|  |                         | Belgien A               | 2/1/5/1,487 |             |                      |                      |  |  |                  |                  |
|  | Belgien A               | Belgien A               | 2/1/5/1,487 | 2/2/5/1,607 |                      |                      |  |  |                  |                  |
|  | Belgien A               |                         |             | 2/2/5/1,607 |                      |                      |  |  |                  |                  |
|  | Belgien B               | 0/0/1/1,000             |             |             |                      |                      |  |  |                  |                  |

### Abschlusstabelle Finalrunde
| MP    | Match Punkte (Sieger = 2; Unentschieden = 1; Verlierer = 0) |
| SV    | Satzverhältnis (nur bei Turnieren im Satzsystem)            |
| Pkte. | Erzielte Karambolagen                                       |
| Aufn. | benötigte Aufnahmen                                         |
| GD    | Generaldurchschnitt                                         |
| MGD   | Mannschafts-Generaldurchschnitt                             |
| BED   | Bester Einzeldurchschnitt eines Spielers                    |
| BEMD  | Bester Einzeldurchschnitt einer Mannschaft                  |
| BSD   | Bester Satzdurchschnitt eines Spielers                      |
| HS    | Höchstserie                                                 |
| WRP   | Weltranglistenpunkte                                        |

| Phase           | Platz | Nation        | MP  | PP  | SP    | Pkte | Aufn | MGD   | BMD   | BGD   | BED   | HS |
| --------------- | ----- | ------------- | --- | --- | ----- | ---- | ---- | ----- | ----- | ----- | ----- | -- |
| Finale          | 1     | Spanien       | 9:1 | 7:2 | 21:9  | 399  | 281  | 1,419 | 1,621 | 1,507 | 1,812 | 7  |
| Finale          | 2     | Belgien A     | 7:3 | 6:2 | 18:13 | 396  | 294  | 1,346 | 1,607 | 1,358 | 2,250 | 12 |
| Halb- finale    | 3     | Österreich    | 3:5 | 3:4 | 13:12 | 284  | 261  | 1,088 | 1,039 | 1,115 | 1,200 | 11 |
| Halb- finale    | 3     | Türkei        | 3:5 | 3:5 | 12:16 | 319  | 268  | 1,190 | 1,532 | 1,347 | 1,685 | 8  |
| Viertel- finale | 5     | Niederlande   | 9:1 | 9:1 | 21:7  | 367  | 252  | 1,456 | 1,714 | 1,457 | 2,000 | 10 |
| Viertel- finale | 6     | Belgien B     | 6:4 | 6:4 | 15:11 | 329  | 272  | 1,209 | 1,395 | 1,349 | 1,692 | 7  |
| Viertel- finale | 7     | Dänemark A    | 2:4 | 2:4 | 7:11  | 207  | 169  | 1,224 | 1,357 | 1,250 | 1,428 | 9  |
| Viertel- finale | 8     | Deutschland A | 2:4 | 2:4 | 6:10  | 176  | 154  | 1,142 | 1,142 | 1,342 | 1,459 | 7  |
| Gruppen- phase  | 9     | Frankreich C  | 5:3 | 5:3 | 12:8  | 254  | 268  | 0,947 | 1,075 | 1,270 | 1,590 | 7  |
| Gruppen- phase  | 10    | Dänemark B    | 4:3 | 4:3 | 9:9   | 212  | 194  | 1,092 | 1,250 | 1,329 | 1,727 | 8  |
| Gruppen- phase  | 11    | Portugal      | 2:2 | 2:2 | 5:5   | 126  | 115  | 1,095 | 1,162 | 1,333 | 1,304 | 6  |
| Gruppen- phase  | 12    | Griechenland  | 1:3 | 1:3 | 2:6   | 97   | 68   | 1,426 | 1,400 | 1,687 | 2,142 | 7  |
| Gruppen- phase  | 13    | Frankreich A  | 3:1 | 3:1 | 6:3   | 124  | 126  | 0,984 | 1,375 | 1,032 | 1,363 | 6  |
| Gruppen- phase  | 14    | Schweden      | 3:1 | 3:1 | 6:3   | 110  | 115  | 0,956 | 1,363 | 1,162 | 1,578 | 8  |
| Gruppen- phase  | 15    | Schweiz       | 2:2 | 2:2 | 4:4   | 82   | 131  | 0,625 | 0,666 | 0,637 | 0,731 | 7  |
| Gruppen- phase  | 16    | Frankreich B  | 2:2 | 2:2 | 4:6   | 109  | 106  | 1,028 | 1,164 | 1,159 | 1,233 | 6  |
| Gruppen- phase  | 17    | Deutschland B | 0:4 | 0:4 | 3:8   | 111  | 119  | 0,932 | -     | 0,938 | -     | 6  |
| Gruppen- phase  | 18    | Tschechien    | 0:4 | 0:4 | 1:8   | 94   | 142  | 0,661 | -     | 0,753 | -     | 6  |
| Gruppen- phase  | 19    | Luxemburg     | 0:4 | 0:4 | 0:8   | 60   | 112  | 0,535 | -     | 0,590 | -     | 4  |
| Gruppen- phase  | 20    | Montenegro    | 0:4 | 0:4 | 0:8   | 61   | 138  | 0,422 | -     | 0,552 | -     | 4  |